# Schmalspurbahn Luxemburg–Echternach
| Eröffnungsfahrt am 19. April 1904 |                     |                                                           |                                                           |
| Kursbuchstrecke: | 263 k (1944)        |                                                           |                                                           |
| Streckenlänge: | 45,9 km             |                                                           |                                                           |
| Spurweite: | 1000 mm (Meterspur) |                                                           |                                                           |
| Maximale Neigung: | 30 ‰                |                                                           |                                                           |
| Minimaler Radius: | 50 m                |                                                           |                                                           |
| Streckengeschwindigkeit: | 40 km/h             |                                                           |                                                           |
| |                     |                                                           |                                                           |
| \| \| \| von Remich \| \| \| \| 0,000 \| Luxemburg-Bahnhof \| 283 m \| \| \| 1,116 \| Adolfbrücke \| Adolfbrücke \| \| \| 1,613 \| Luxemburg-Park \| Luxemburg-Park \| \| \| 2,159 \| Luxemburg-Glacis \| Luxemburg-Glacis \| \| \| 3,808 \| Rollingergrund \| Rollingergrund \| \| \| 3,915 \| \| \| \| \| 4,348 \| Septfontaines \| Septfontaines \| \| \| 6,259 \| Eich \| Eich \| \| \| \| Alzette \| \| \| \| \| Bahnstrecke Luxemburg–Spa \| \| \| \| 7,366 \| Dommeldingen \| Dommeldingen \| \| \| 14,022 \| Senningen \| 399 m \| \| \| 16,263 \| Hostert \| Hostert \| \| \| 19,453 \| Ernster \| Ernster \| \| \| 20,867 \| Gonderingen \| Gonderingen \| \| \| 23,453 \| Junglinster \| Junglinster \| \| \| \| unvollendete Strecke nach Larochette \| \| \| \| \| Tunnel (172 m) \| \| \| \| \| Tunnel (42 m) \| \| \| \| 28,149 \| Beidweiler \| Beidweiler \| \| \| 29,863 \| Rippig \| Rippig \| \| \| 31,129 \| Hemstal \| Hemstal \| \| \| 31,804 \| Zittig \| Zittig \| \| \| \| Tunnel (210 m) \| \| \| \| 33,215 \| Bech \| Bech \| \| \| 37,089 \| Consdorf \| Consdorf \| \| \| 38,646 \| Scheidgen \| Scheidgen \| \| \| 45,098 \| Echternach-Stadt \| Echternach-Stadt \| \| \| \| \| \| \| \| 45,849 \| Echternach (Anschluss an Strecke Ettelbrück–Grevenmacher) \| Echternach (Anschluss an Strecke Ettelbrück–Grevenmacher) \| |                     |                                                           |                                                           |
| Strecke (außer Betrieb) |                     | von Remich                                                | von Remich                                                |
| Bahnhof (Strecke außer Betrieb) | 0,000               | Luxemburg-Bahnhof                                         | 283 m                                                     |
| Brücke (Strecke außer Betrieb) | 1,116               | Adolfbrücke                                               | Adolfbrücke                                               |
| Haltepunkt / Haltestelle (Strecke außer Betrieb) | 1,613               | Luxemburg-Park                                            | Luxemburg-Park                                            |
| Dienststation / Betriebs- oder Güterbahnhof (Strecke außer Betrieb) | 2,159               | Luxemburg-Glacis                                          | Luxemburg-Glacis                                          |
| Haltepunkt / Haltestelle (Strecke außer Betrieb) | 3,808               | Rollingergrund                                            | Rollingergrund                                            |
| Brücke (Strecke außer Betrieb) | 3,915               |                                                           |                                                           |
| Dienststation / Betriebs- oder Güterbahnhof (Strecke außer Betrieb) | 4,348               | Septfontaines                                             | Septfontaines                                             |
| Bahnhof (Strecke außer Betrieb) | 6,259               | Eich                                                      | Eich                                                      |
| |                     | Alzette                                                   |                                                           |
| Kreuzung Ende Hochstrecke (Strecke geradeaus außer Betrieb) |                     | Bahnstrecke Luxemburg–Spa                                 | Bahnstrecke Luxemburg–Spa                                 |
| Bahnhof (Strecke außer Betrieb) | 7,366               | Dommeldingen                                              | Dommeldingen                                              |
| Haltepunkt / Haltestelle (Strecke außer Betrieb) | 14,022              | Senningen                                                 | 399 m                                                     |
| Bahnhof (Strecke außer Betrieb) | 16,263              | Hostert                                                   | Hostert                                                   |
| Haltepunkt / Haltestelle (Strecke außer Betrieb) | 19,453              | Ernster                                                   | Ernster                                                   |
| Bahnhof (Strecke außer Betrieb) | 20,867              | Gonderingen                                               | Gonderingen                                               |
| Bahnhof (Strecke außer Betrieb) | 23,453              | Junglinster                                               | Junglinster                                               |
| Abzweig geradeaus und nach links (Strecke außer Betrieb) |                     | unvollendete Strecke nach Larochette                      | unvollendete Strecke nach Larochette                      |
| Tunnel (Strecke außer Betrieb) |                     | Tunnel (172 m)                                            | Tunnel (172 m)                                            |
| Tunnel (Strecke außer Betrieb) |                     | Tunnel (42 m)                                             | Tunnel (42 m)                                             |
| Bahnhof (Strecke außer Betrieb) | 28,149              | Beidweiler                                                | Beidweiler                                                |
| Haltepunkt / Haltestelle (Strecke außer Betrieb) | 29,863              | Rippig                                                    | Rippig                                                    |
| Bahnhof (Strecke außer Betrieb) | 31,129              | Hemstal                                                   | Hemstal                                                   |
| Haltepunkt / Haltestelle (Strecke außer Betrieb) | 31,804              | Zittig                                                    | Zittig                                                    |
| Tunnel (Strecke außer Betrieb) |                     | Tunnel (210 m)                                            | Tunnel (210 m)                                            |
| Bahnhof (Strecke außer Betrieb) | 33,215              | Bech                                                      | Bech                                                      |
| Bahnhof (Strecke außer Betrieb) | 37,089              | Consdorf                                                  | Consdorf                                                  |
| Haltepunkt / Haltestelle (Strecke außer Betrieb) | 38,646              | Scheidgen                                                 | Scheidgen                                                 |
| Haltepunkt / Haltestelle (Strecke außer Betrieb) | 45,098              | Echternach-Stadt                                          | Echternach-Stadt                                          |
| |                     |                                                           |                                                           |
| Kopfbahnhof Streckenende (Strecke außer Betrieb) | 45,849              | Echternach (Anschluss an Strecke Ettelbrück–Grevenmacher) | Echternach (Anschluss an Strecke Ettelbrück–Grevenmacher) |

Die Schmalspurbahn Luxemburg–Echternach war eine Schmalspurbahn mit 1000 mm Spurweite in Luxemburg. Die 46 km lange Strecke führte von der Stadt Luxemburg über Junglinster nach Echternach. Im Volksmund wurde die Strecke auch Chareli oder Charli genannt.

## Geschichte

Bahnhof Bech

Ein Abschnitt in der Echternacher Schweiz

Die Luxemburgische Prinz-Heinrich-Eisenbahn- und Erzgrubengesellschaft S.A. projektierte 1892 eine Schmalspurbahn von Luxemburg nach Echternach. Allerdings konnte die Gesellschaft die Strecke nicht mehr bauen, da der Staat den Bau von neuen Schmalspurbahnen ab 1895 selbst übernahm. 1897 wurde der Bahnbau beschlossen, ein Jahr später begannen die Vermessungsarbeiten. Probleme bereiteten vor allem die großen Höhenunterschiede, wodurch die Strecke 12 km länger als die Luftlinienverbindung Luxemburg(Stadt)–Echternach werden sollte. Die eigentlichen Bauarbeiten zu der neuen Strecke begannen Ende 1899/Anfang 1900.
Im Frühjahr 1904 wurde der Bahnbau abgeschlossen. Das bekannteste Bauwerk bildete die Adolphe-Brücke im Luxemburger Stadtgebiet, die von der Schmalspurbahn und dem Straßenverkehr gemeinsam benutzt wurde. Am 19. April 1904 fand die feierliche Eröffnung statt; allerdings hatte schon am 5. April eine große Gesellschaft die Strecke bei einer Ausflugsfahrt genutzt.
Das Teilstück Luxemburg-Bahnhof–Dommeldingen wurde 1928 elektrifiziert und von der Straßenbahn mitgenutzt. Die für die restliche Strecke Mitte der 1930er Jahre vorgesehene Elektrifizierung kam aber nicht zur Ausführung. Der in der zweiten Hälfte der 1930er Jahre geforderte weitere Bahnbau von  Junglinster nach Heffingen wurde ebenfalls nicht umgesetzt, obwohl der Unterbau bereits fertiggestellt war.
Noch Anfang der 1950er Jahre wurde über eine Sanierung der Schmalspurbahn nachgedacht, da zu dieser Zeit noch ein nennenswertes Personenverkehrsaufkommen bestand. Der Güterverkehr beschränkte sich dabei allerdings nur noch auf nicht lukrative Massengüter. Da man ohnehin die Dampflokomotiven aus der Stadt Luxemburg verbannen wollte, kam man zum Entschluss, dass die Stilllegung der kompletten Strecke am wirtschaftlichsten sei. Alle anderen Überlegungen, so z. B. nur die teilweise Einstellung des Verkehrs bis auf den elektrifizierten Abschnitt Luxemburg–Dommeldingen durchzuführen, wurden fallengelassen.
Seit Ende 1952 wurde die Personenbeförderung schrittweise als Schienenersatzverkehr durchgeführt. Seit Dezember 1953 verkehrte auf der Strecke nur noch ein Personenzug, der restliche Personenverkehr wurde mit Bussen abgewickelt. Am 13. Juni 1954 wurde auch der letzte Zug durch einen Bus ersetzt; die vorgeschobene Begründung war der schlechte bauliche Zustand des Junglinster Tunnels. Der ohnehin schon geringe Güterverkehr war bis zum Sommer 1954 noch weiter zurückgegangen, daher wurden fast alle Transporte ab dem 14. Juni 1954 auf den Kraftverkehr verlagert. Einzig das Anschlussgleis von Villeroy & Boch musste vorerst noch weiter bedient werden, da vor Ort keine Lastwagen entladen werden konnten. Die letzten Güterzüge fuhren im Dezember 1954. Formal stillgelegt wurde die Strecke dann am 27. April 1957.
2010 wurde mit Ausgangs- und Zielpunkt Bahnhof in Bech über die Orte Altrier, Hemstal und Zittig ein Kinderwanderweg eröffnet.